# Oleria derondina
Espèce
Oleria derondina est une espèce d'insectes lépidoptères, un papillon diurne appartenant à la famille des Nymphalidae, sous-famille des Danainae, à la tribu des Ithomiini, sous-tribu des Oleriina et au genre Oleria.

## Dénomination
Oleria derondina a été décrit par Richard Haensch en 1909.

### Sous-espèces
- Oleria derondina derondina ; présent en Bolivie.
- Oleria derondina mandorina Lamas, 2003 ; présent au Pérou.
- Oleria derondina ssp. ; présent au Pérou[1].

## Description
Oleria derondina est un papillon à corps fin, aux ailes transparentes orné de marron à noir, les veines, les bordures, des marques et bandes épaississant les veines.

## Écologie et distribution
Oleria derondina est présent  en Bolivie et au Pérou,.

### Protection
Pas de statut de protection particulier.